# Bitwa koło Imroz (1918)
Bitwa koło Imroz − bitwa morska pomiędzy okrętami tureckimi a brytyjskimi, stoczona 20 stycznia 1918 roku, podczas I wojny światowej na Morzu Egejskim, w pobliżu wyspy Imroz i wejścia do Cieśniny Dardanelskiej. W wyniku starcia dwa pływające pod banderą Imperium Osmańskiego, lecz obsadzone niemieckimi załogami krążowniki, wykorzystując zaskoczenie i przewagę ogniową, zatopiły dwa brytyjskie monitory, kotwiczące w jednej z zatok na Imroz. W dalszej fazie bitwy okręty tureckie weszły na nierozpoznane brytyjskie pole minowe. Krążownik lekki „Midilli” (dawny niemiecki „Breslau”) zatonął z dużymi stratami w załodze, zaś krążownik liniowy „Yavuz Sultan Selim” (ex „Goeben”) został poważnie uszkodzony i zawrócił w kierunku Dardaneli.
W efekcie turecki rajd przeciwko siłom Royal Navy zakończył się porażką. Osmańska marynarka wojenna została pozbawiona dwóch najwartościowszych jednostek i już do zakończenia wojny nie była w stanie przedsięwziąć jakichkolwiek akcji ofensywnych poza obszarem Cieśniny Dardanelskiej.

## Sytuacja militarna Turcji na przełomie 1917 i 1918 roku.Planowanie rajdu
Rewolucja lutowa i narastająca w Rosji anarchia spowodowały ustanie walk turecko-rosyjskich na froncie kaukaskim. Również od strony Persji, po wycofaniu się z tego kraju wojsk rosyjskich, nie spodziewano się większego zagrożenia. Dopiero w styczniu 1918 roku pojawiły się tam nieliczne wojska brytyjskie, ale ich głównym zadaniem stało się przeciwdziałanie narastającemu chaosowi wewnętrznemu i zablokowanie bolszewikom drogi na południe. Najtrudniejsza była sytuacja wojsk tureckich walczących z Brytyjczykami w Palestynie. Wypierani stopniowo, ustępowali pod naciskiem armii atakującej z Egiptu. 9 grudnia 1917 roku upadła Jerozolima. Straty tureckie osiągnęły 28 tysięcy żołnierzy.
Głównym akwenem działań morskich w regionie stało się Morze Egejskie, przez które prowadziły alianckie szlaki komunikacyjne. 2 grudnia 1917 roku wywiad turecki otrzymał wiadomości o planowanym transporcie dwóch dywizji brytyjskich z Salonik do Palestyny. Aby temu przeciwdziałać, dowodzący flotą osmańską niemiecki wiceadmirał Hubert von Rebeur-Paschwitz zaproponował użycie dwóch swoich najnowocześniejszych krążowników: liniowego „Yavuz Sultan Selim” i lekkiego „Midilli”, do akcji na Morzu Egejskim. Okręty te, w 1914 roku tworzące Eskadrę Śródziemnomorską Kaiserliche Marine, stały się sławne, gdy w pierwszych dniach wojny uciekły do Konstantynopola, wymykając się całej Flocie Śródziemnomorskiej Royal Navy. Sprzedane fikcyjnie Turcji, pozostały obsadzone niemieckimi załogami. Jako najwartościowsze jednostki floty brały aktywny udział w wojnie przeciwko Rosji na Morzu Czarnym. Po ustaniu działań wojennych na tym akwenie i osłabieniu blokady Dardaneli przez okręty brytyjskie, nadarzała się korzystna sytuacja, aby zagrozić liniom żeglugowym sprzymierzonych poza Cieśniną Dardanelską.
Pierwszym celem planowanego rajdu miała być wyspa Imroz, leżąca na Morzu Egejskim w pobliżu wejścia do Dardaneli. W zatoce Kuzu kotwiczyły tam nieliczne okręty brytyjskie, w innych okolicznych zatokach można było spodziewać się statków handlowych. Oprócz ich zatopienia, celem ostrzału miało stać się miejscowe lotnisko wojskowe. Następnie krążowniki miały skierować się do zatoki Mudros na wyspie Lemnos, która stanowiła główną bazę brytyjskich sił rejonu Morza Egejskiego (tzw. Dywizjon Egejski − Aegean Squadron), dowodzonych przez kontradmirała Arthura Heyes-Sadlera. Dowództwo tureckie liczyło również na ewentualne przechwycenie transportowców wojska płynących do Palestyny oraz na to, że akcja spowoduje koncentrację floty sprzymierzonych w pobliżu Dardaneli, gdzie mogła stać się celem ataku niemieckich U-Bootów.
Datę rajdu wyznaczono na 20 stycznia 1918 roku. Krążowniki miały otrzymać eskortę w postaci czterech kontrtorpedowców: „Muavenet-i Mlliyye”, „Nûmune-i Hamiyet”, „Basra” i „Samsun”. Plany utrzymywano w ścisłej tajemnicy, dowódcy okrętów poznali je tuż przed akcją, razem z wynikami rozpoznania lotniczego z 17 i 18 stycznia. Wynikało z niego, że Royal Navy posiada w zatoce Kuzu jedynie dwa monitory, a w zatoce Mudros dwa przeddrednoty (w dodatku jeden z nich, „Lord Nelson”, odpłynął z głównodowodzącym na konferencję do Salonik) oraz kilkoma lżejszymi okrętami.

## Rajd

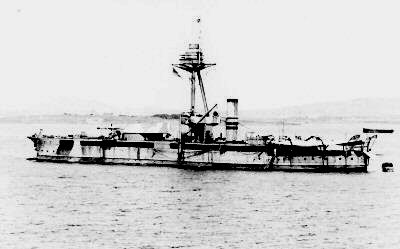
HMS „Raglan”

20 stycznia 1918 roku, o 5.41 rano (czasu miejscowego), zespół tureckich okrętów opuścił Dardanele i skierował się w stronę wyspy Imroz. Szczęśliwie uniknięto kontaktu z patrolującymi rejon wyjścia z cieśniny kontrtorpedowcami brytyjskimi, ale wkrótce z lewej burty kadłuba „Yavuz Sultan Selim” eksplodowała mina. Nie wyrządziła większych szkód, więc dowódca eskadry postanowił kontynuować rajd. Wkrótce obydwa krążowniki (kontrtorpedowce pozostały w rejonie Dardaneli) dotarły niezauważone w okolice Imroz i rozdzieliły się. „Midilli” zablokował brytyjskim monitorom wyjście z zatoki Kuzu, zaś „Yavuz Sultan Selim” ostrzelał i zniszczył zabudowania radiostacji na wyspie, a następnie dwa kotwiczące w pobliskiej zatoczce statki.
W tym samym czasie tureckie okręty zostały zauważone przez jeden z dwu patrolujących okoliczne wody niszczycieli brytyjskich, „Lizard”. Jego dowódca, porucznik Norman G. Ohlenschlager, podjął próbę ataku torpedowego, musiał go jednak przerwać pod ostrzałem artyleryjskim krążowników. Mające przewagę jednostki osmańskie przeniosły ogień na monitory „Raglan” i M28, zatapiając je po kilku minutach. Zniszczono również kotwiczący w pobliżu zbiornikowiec. Uznając tę część akcji za zakończoną sukcesem, wiceadmirał Rebeur-Paschwitz wydał rozkaz obrania kursu na wyspę Lemnos. Na obydwu zatopionych monitorach poległo prawdopodobnie 170 marynarzy (127 na „Raglanie” i około 43 na HMS M28), uratowało się łącznie 132 ludzi.

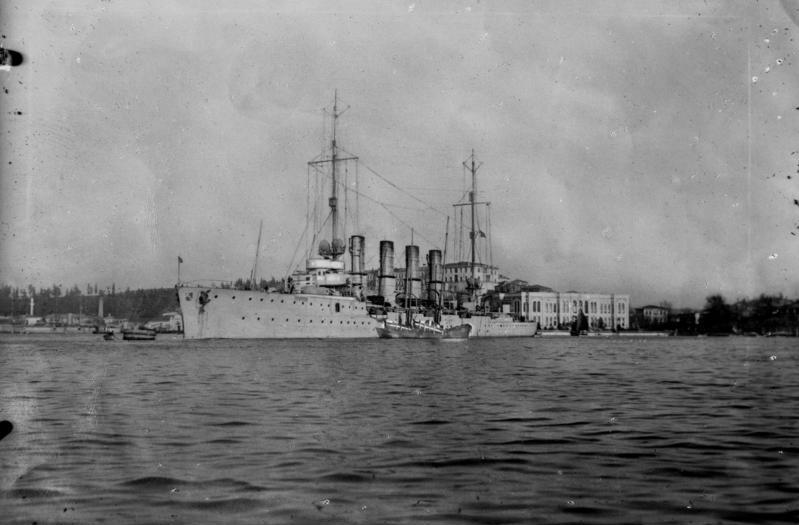
„Midilli”

Powiadomiony o rozwoju sytuacji kontradmirał Heyes-Sadler wypłynął natychmiast z „Lordem Nelsonem” w stronę Imroz, polecając znajdującym się w morzu transportowcom wojska schronienie się w najbliższym porcie. Dwa niszczyciele z Imroz: „Lizard” i „Tigress”, podążały za tureckimi krążownikami, które zostały również zaatakowane przez nieliczne samoloty, stacjonujące na wyspie. Jednocześnie z zatoki Mudros wyszły w morze pozostałe okręty Dywizjonu Egejskiego: przeddrednot „Agamemnon” i dwa krążowniki lekkie w eskorcie kontrtorpedowców. Jednak, zanim przeciwne zespoły znalazły się w polu widzenia, tureckie okręty weszły na kolejne brytyjskie pole minowe. Pod „Midilli” zdetonowały kolejno trzy miny, wkrótce potem dwie kolejne, powodując jego przewrócenie się na burtę i zatonięcie. Próbujący akcji ratowniczej „Yavuz Sultan Selim” wszedł również na jedną z min, która spowodowała tym razem poważniejsze uszkodzenia. Wezwane na pomoc tureckie kontrtorpedowce starły się z „Lizard” i „Tigress”. Prowadząca szyk „Basra” otrzymała dwa trafienia poniżej linii wodnej i z wodą w kadłubie musiała wycofać się pod osłonę baterii nadbrzeżnych w Dardanelach. Również pozostałe kontrtorpedowce odstąpiły od prób podjęcia załogi „Midilli”, asystując uszkodzonemu krążownikowi liniowemu w drodze powrotnej. Ostatecznie brytyjskie niszczyciele uratowały 172 (według innego źródła 162) marynarzy z zatopionego okrętu.
Wycofujący się „Yavuz Sultan Selim” był przedmiotem ciągłych ataków lotniczych. Nie przyniosły one żadnych efektów, ale w drodze do Dardaneli krążownik wszedł na trzecią minę. W walkach powietrznych z tureckimi myśliwcami Brytyjczycy stracili jeden samolot, drugi został uszkodzony. Już w cieśninie „Yavuz Sultan Selim”, na skutek błędu nawigacyjnego, wszedł z dużą prędkością na mieliznę.

## Brytyjskie ataki na „Yavuz Sultan Selim” w Dardanelach
Unieruchomiony na mieliźnie krążownik stał się celem ataków brytyjskiego lotnictwa, startującego z lotnisk na Imroz i Lemnos. Pomimo użycia znacznych sił i zrzucenia 180 bomb o łącznej masie 15 400 kg, uzyskano jedynie dwa celne trafienia bombami o niewielkim wagomiarze, które nie wyrządziły znaczących szkód. W walkach powietrznych w ciągu kolejnych dni tureccy piloci myśliwscy (był wśród nich podporucznik Ludomił Rayski) odnieśli jeszcze jedno zwycięstwo. Ponieważ żadnych efektów nie przyniosły również próby ostrzału prowadzone z dużej odległości przez jednostki nawodne, Royal Navy podjęła próbę storpedowania krążownika przez okręt podwodny. Wyznaczony do tego zadania E14 dotarł w rejon cieśniny 27 stycznia. Po wejściu w głąb Dardaneli jego dowódca, komandor podporucznik Geoffrey Saxton White, skonstatował rankiem następnego dnia, że Turkom udało się sprowadzić okręt z mielizny (dokonali tego 26 stycznia po południu). Powracając, dowódca E14 zaatakował dwoma torpedami turecki pomocniczy stawiacz min „İntibah”. Jedna z nich eksplodowała kilka sekund po opuszczeniu wyrzutni, powodując uszkodzenia konstrukcji okrętu podwodnego i wyrzucając go na powierzchnię, wprost pod ogień artylerii nadbrzeżnej.
Uszkodzony E14 zdołał się zanurzyć i przepłynąć niemal do wyjścia z cieśniny, zanim zalewająca go woda i brak świeżego powietrza zmusiły dowódcą do wyjścia na powierzchnię. Tam okręt dostał się ponownie pod ogień artylerii tureckiej. Wobec kolejnych uszkodzeń, komandor White zdecydował się osadzić swą jednostkę na brzegu, aby umożliwić załodze ratowanie życia. Zanim jednak zdołał zrealizować swój zamiar, okręt zatonął. Wraz z nim zginęło 30 członków załogi, w tym dowódca, odznaczony pośmiertnie Krzyżem Wiktorii, uratowano jedynie dziewięciu, którzy trafili do tureckiej niewoli.
Rajd, który był całkowitym zaskoczeniem dla dowództwa brytyjskiego w regionie, nie zakończył się jednak tureckim sukcesem. Zatopienie dwóch monitorów, trzech statków oraz niewielkie zniszczenia instalacji lądowych nie mogły zrównoważyć utraty „Midilli” i poważnego uszkodzenia drugiego z najwartościowszych okrętów tureckiej floty. W efekcie nie podjęła ona już żadnych działań ofensywnych przeciwko Royal Navy aż do zawieszenia broni 31 października 1918 roku.